# Западный театр Войны за независимость США

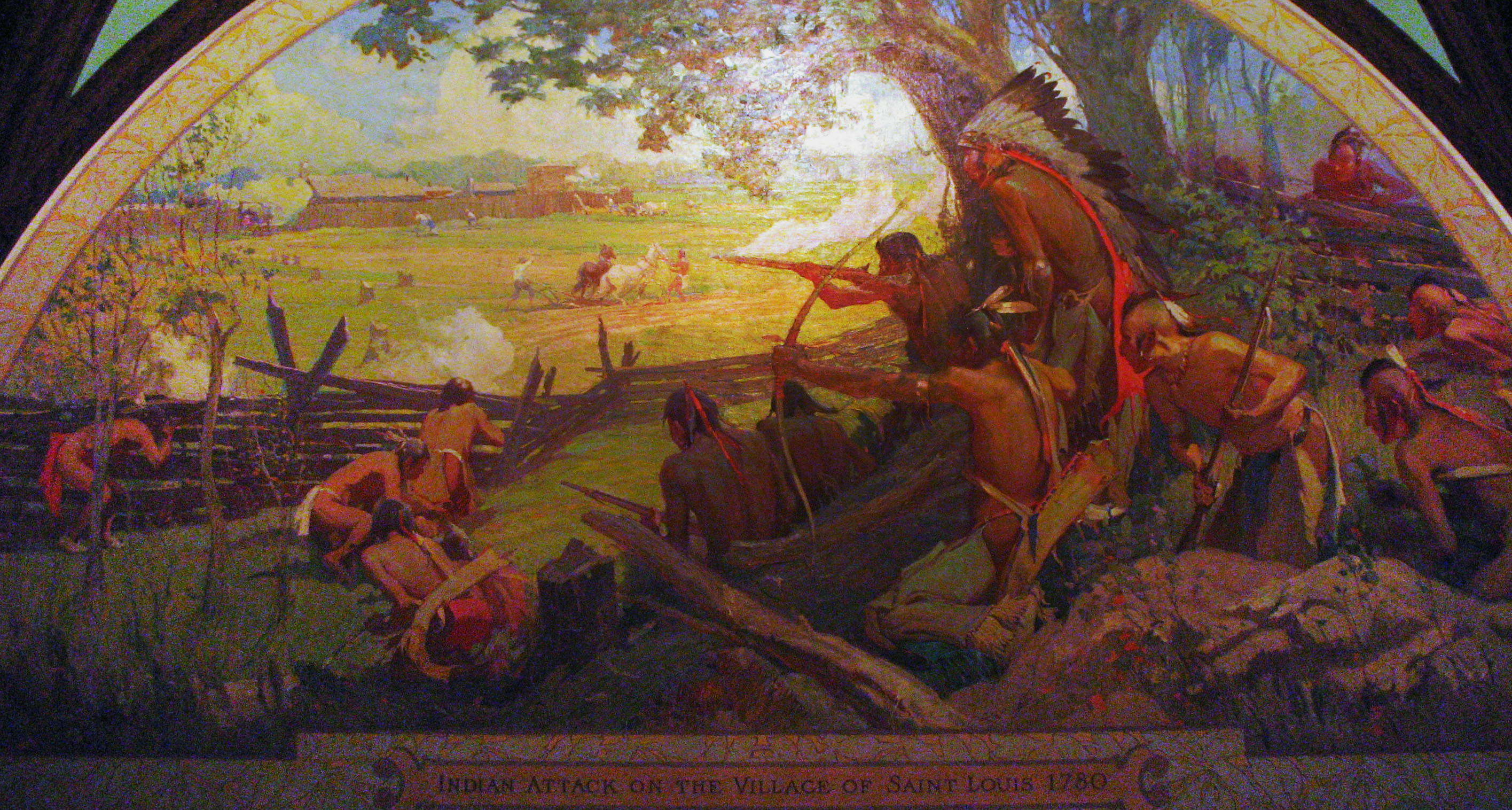
Битва при Сент-Луисе, 1780 г.

Западный театр Войны за независимость США (1775–1783 гг.) представлял собой регион к западу от гор Аппалачи. Здесь против американских войск и ополчения действовали союзники англичан, племена американских индейцев.

## Предыстория
С началом Войны за независимость в 1775 г. река Огайо стала границей между враждующими сторонами: индейцами, проживавшими к северу от реки, и колонистами, поселившимися на южных берегах. Согласно Королевской декларации 1763 года, белым поселенцам запрещалось селиться к западу от гор Аппалачи. Тем не менее, виргинские колонисты игнорировали этот запрет, и для регулирования вопросов земельной собственности в этом регионе британские официальные лица заключили с местными индейцами два особых договора, разрешавших белым селиться к югу от реки Огайо.
Однако со стороны индейцев в переговорах участвовали преимущественно лидеры ирокезов, доминирующего племенного союза. Индейцы племен шауни, минго и некоторых других были недовольны его условиями, и в 1774 г. между ними и виргинской милицией началась война, в которой индейцы потерпели поражение. После объявления войны с Великобританией в следующем 1775 г. индейцы вновь выступили против белых колонистов с оружием в руках.

## Ход военных действий
Вначале лидеры как американцев, так и британцев не хотели втягивать индейцев в свою войну. Вожди индейцев начали совершать рейды на поселения в Кентукки по собственной инициативе. Губернатор Виргинии Патрик Генри собирался нанести ответный удар, отправив военную экспедицию на запад, но потом изменил своё решение, опасаясь, что войска не разберутся, какие именно племена выступили против колонистов, и своими действиями втянут в войну нейтральные племена. Действительно, среди индейцев не было единства и многие племена предпочли выполнять условия договора, достигнутого по итогам только что оконченной войны с белыми.

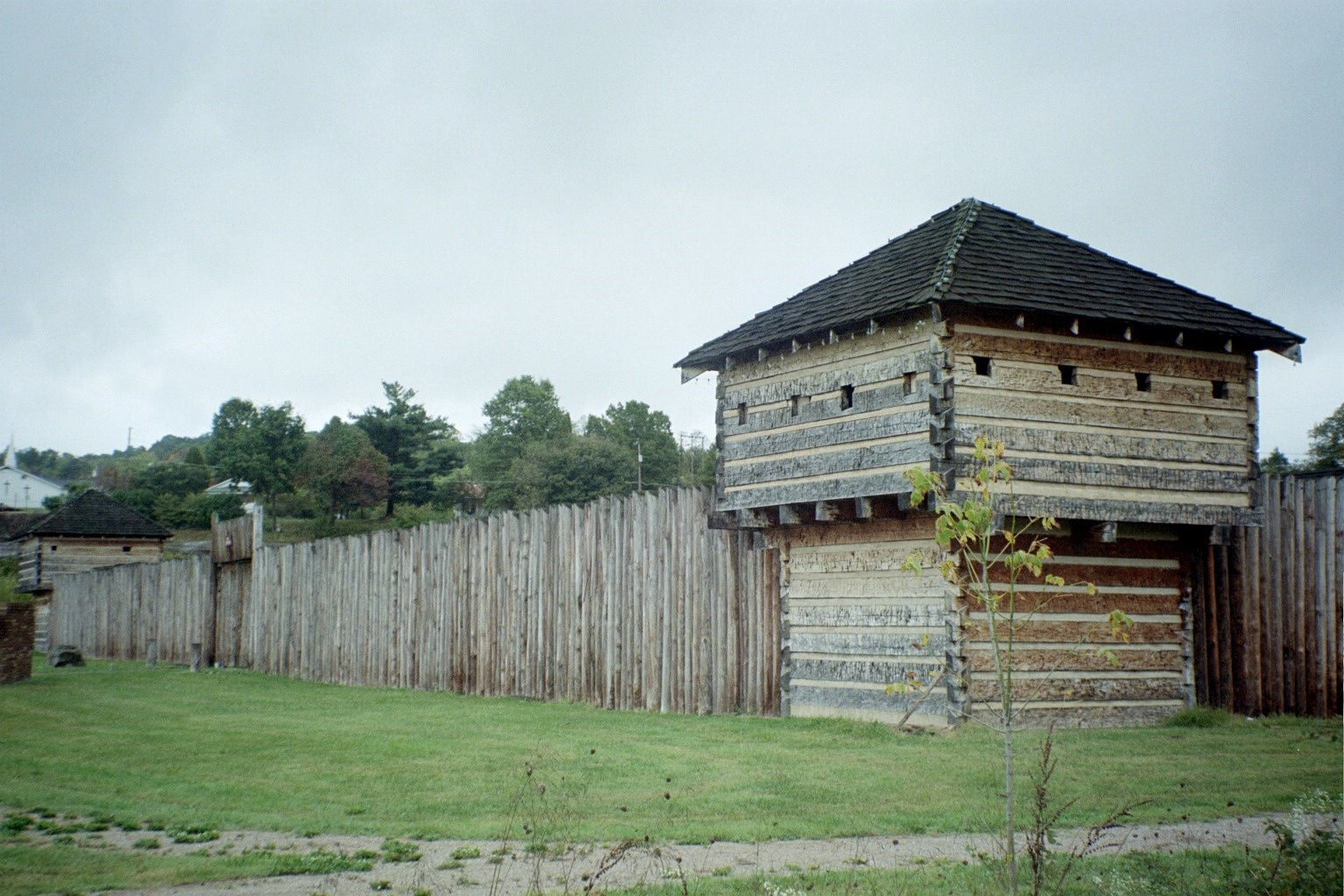
Реконструкция форта Рандольф (Западная Виргиния), построенного в 1776 году

В итоге поначалу действия восставших индейцев привели к желаемому ими результату: колонисты бежали на восток. К лету 1776 г. в Кентукки осталось не более 200 белых, собравшихся в нескольких фортах..
В 1777 г. во время генерального наступления британских войск из Канады английские власти форта Детройт начали вооружать союзные индейские племена против американцев. Занятые последними форты подверглись серии атак. В следующем 1778 г. виргинцы ответили несколькими наступательными экспедициями на индейские территории. Зимой отряд генерала Ханда пытался захватить индейские городки племени минго по реке Кайахога, но не достиг своей цели и вместо враждебных племен атаковал мирные селения племени делаваров, которые через некоторое время также выступили против американцев. Летом 1778 года отряд генерала Кларка начал Иллинойскую кампанию: Кларк захватил ряд населенных пунктов, контролируемых британцами. Один из них был отбит отрядом британского генерала Гамильтона, но в феврале 1779 года Кларк вновь захватил форт и взял Гамильтона в плен. Поскольку его считали виновным в вооружении индейцев против белых, Гамильтона доставили в Виргинию и судили как военного преступника.
В 1780 г. англичане и индейцы снова провели наступательные операции в Кентукки. Генерал Кларк ответил уничтожением двух городков племени шауни. Наступление индейцев на Сент-Луис было отбито местным ополчением из испанцев и французов, но индейцы племени майами, возглавляемые вождем Маленькая Черепаха, разгромили французское ополчение, собравшееся, чтобы атаковать Детройт.

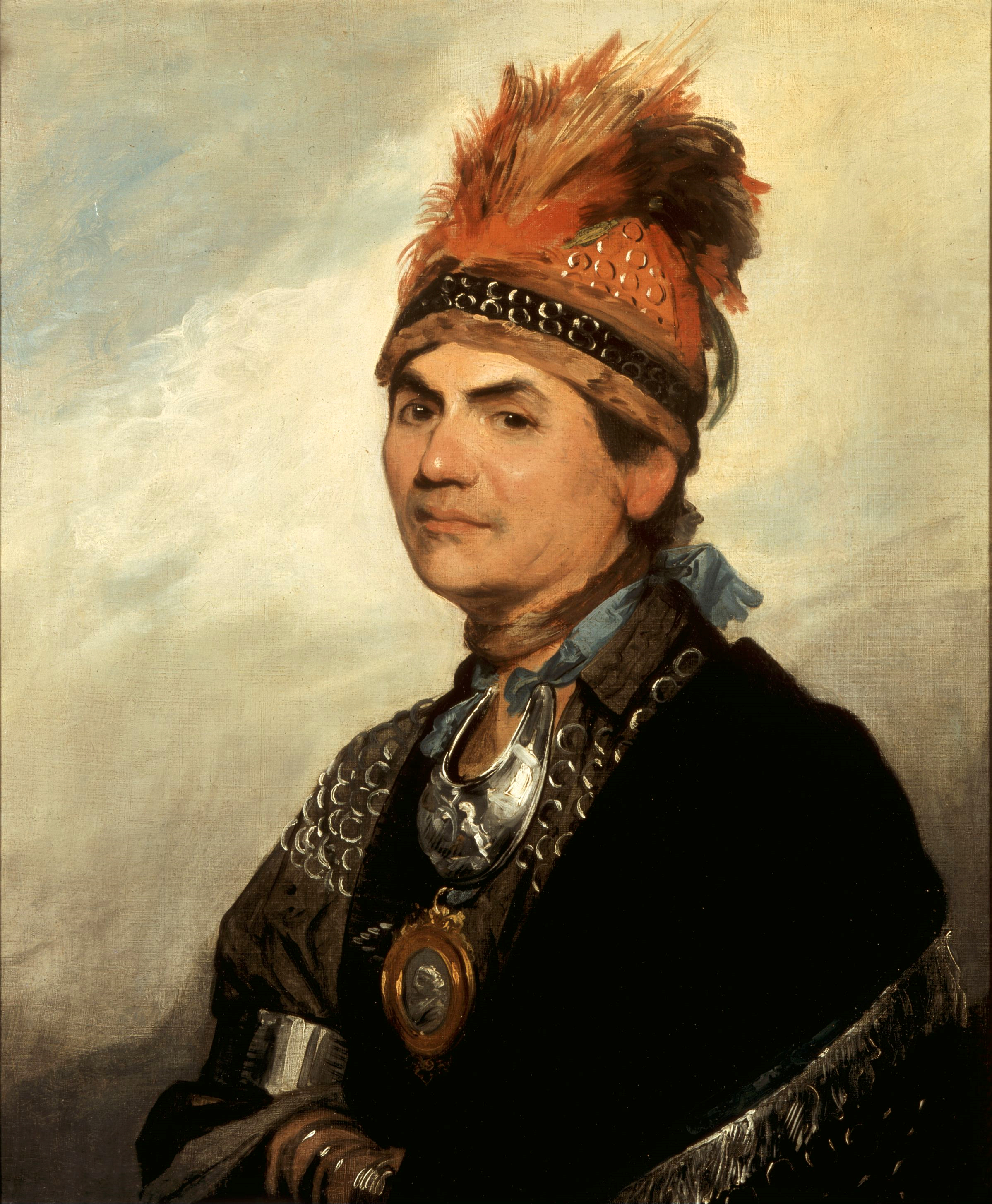
Джозеф Брант, индейский вождь на английской службе.

В феврале 1781 г. испанский губернатор Сент-Луиса послал отряд из 140 испанцев и союзных индейцев на форт Сент-Джозеф, который ими был захвачен и разграблен. Летом того же года генерал Кларк пытался собрать войска для штурма Детройта в Виргинии, но виргинцы собирались отправить собственную экспедицию против вступивших в войну делаваров и отказали Кларку. Их отряд под командованием полковника Бродхеда разорили столицу делаваров еще в апреле, но индейцы лишь были раздражены этим и собирались мстить. Когда Кларк выступил из форта Питт (современный город Питтсбург), его сопровождало лишь 400 бойцов. Из них сотня по пути попала в засаду, устроенную индейским вождем Джозефом Брантом, и Кларк вынужден был повернуть назад.
Между фортом Питт и восставшими индейскими племенами располагалось несколько деревень делаваров, крещенных миссионерами Моравской церкви, лояльными к американцам. Осенью 1781 г. остальные делавары изгнали их, и те были вынуждены перебраться на новое место, но уже в марте 1782 г. были вновь атакованы, на этот раз пенсильванскими ополченцами, разыскивавшими индейцев, которые вырезали семью одного из пенсильванских фермеров. Американцы убили в селении около сотни женщин и детей. Это событие получило название Гнаденхюттенская резня.
В новой попытке достичь Детройта в 1782 г. отряд полковника Кроуфорда попал в засаду и был окружен. Из 480 пенсильванских ополченцев около 70 было убито или пропало без вести, остальные вышли из окружения небольшими группами и вернулись домой, но сам полковник попал в плен. В отместку за Гнаденхюттенскую резню индейцы его пытали и потом сожгли заживо. Американцы были напуганы тем, что победа может воодушевить индейцев, и совершили еще несколько рейдов против индейских селений, но далеко не все из них были удачными. Британцы продолжали снабжать индейцев оружием, и против ополченцев они вели боевые действия сравнительно успешно. Впоследствии 1782 г. на американском фронтире стали называть «кровавым годом».
13 июля того же 1782 г. вождь сенеков Гуясута атаковал пенсильванский городок Ханнастаун. Индейцы убили 9 горожан и еще 12 увели в плен. В Кентукки вайандоты атаковали форт Эстилл, а соединенные силы британцев и индейцев разгромили отряд из 182 ополченцев Кентукки в битве при Блю Ликс. Лишь немногим, включая знаменитого пионера Даниэля Буна, удалось уйти. Войска генерала Кларка после этого разорили несколько индейских деревень, но их обитатели вовремя спрятались в лесах.

## Последствия войны
Обе стороны могли разорять городки и селения противника, но не были в состоянии контролировать территорию. Своей первоначальной цели шауни не достигли, американцы все-таки закрепились в Кентукки. Индейцам пришлось отступить от реки Огайо вглубь своей территории к озеру Эри, но и американцы не могли селиться на северных берегах пограничной реки.
В конце 1782 г. до враждующих сторон дошла информация о заключении мира между США и Великобританией. Британцы уступили спорную территорию американцам, хотя когда был подписан мирный договор, к северу от реки Огайо не было ни одного американского солдата. Индейцы не участвовали в мирных переговорах и даже не упоминались в его условиях, для них война продолжалась, но в западной литературе она получила уже другое название: Северо-западная индейская война, поскольку в ней индейцы остались без поддержки англичан.